# Sophie Magnus
Michaela Sophie Magnus (* 30. Juli 1840 in Hamburg als Sophie Isler; † 18. Februar 1920 in Braunschweig) war eine deutsche Frauenrechtlerin und leitende Mitarbeiterin von Frauenprojekten in Braunschweig.

## Leben
Sophie Magnus war das einzige Kind des Bibliothekars und späteren Leiters der Hamburger Stadtbibliothek Meyer Isler (1807–1888) und dessen Ehefrau Emma Meyer (1816–1886). Sophie Isler kam in der Hamburger ABC-Straße zur Welt. Da der Vater neben der eigenen Familie auch für seine Eltern aufkommen musste, verbrachte Sophie den überwiegenden Teil ihrer Kindheit in der Deichstraße, die in einem ärmlichen Viertel lag. Im Alter von fünf Jahren erlernte sie selbstständig das Lesen. Danach richteten die Eltern im eigenen Haus für drei Jahre eine Privatschule ein. Anschließend besuchte Sophie eine private Töchterschule von Amanda Noack. Die Schule, in deren Erdgeschoss der Maler Bernhard Axel Bendixen ein Atelier für Daguerreotypie hatte, befand sich in der ABC-Straße. 
Gegen Ende von Sophies Schulzeit zog die Familie Isler in Scholviens Passage um, die zwischen dem Jungfernstieg und der Königstraße lag. Da seinerzeit keine öffentlichen höheren Schulen für Mädchen existierten, belegte Sophie Magnus ab dem 14. Lebensjahr einen dreijährigen, privat organisierten „Cursus“. Anschließend erhielt sie Zeichenunterricht bei Bernhard Mohrhagen. Sophies jüdische Eltern engagierten sich für die Gleichstellung von Juden und Christen im öffentlichen Leben und eine reformorientierte Weiterentwicklung des Judentums. Sie beschäftigten sich mit Fragen des Bildungsbürgertums und setzten sich für die Emanzipation der Frauen ein. Daher bemühten sie sich um eine gute Bildung ihrer Tochter: Ihr Vater brachte ihr Latein bei und führte sie seiner Meinung nach dabei auf das Niveau der Obersekundareife. Aufgrund der prekären finanziellen Situation der Familie musste der Vater hierfür jahrelang nebenberuflich als Privatlehrer arbeiten. Sophie Isler erhielt somit eine Ausbildung, die typisch für die Mädchenbildung dieser Zeit war.
Über ihre Zeit in Hamburg schrieb Sophie Isler später die „Kindheitserinnerungen“. Das unveröffentlichte Werk befindet sich im Privatarchiv des Nachlasses von Magnus-Lilien-Peters in der Schweiz. Sie bieten ein realistisches Bild des alltäglichen Lebens in Hamburg um 1850.
1867 heiratete Sophie Isler den Juristen Otto Magnus (1836–1920) und zog zu ihm nach Braunschweig. Das Ehepaar hatte die Kinder Rudolf (1873–1927) und Helene (1880–1972). Die Tochter heiratete später den Künstler Ephraim Moses Lilien (1874–1925). Sophie Magnus hielt für mehr als zwanzig Jahre schriftlichen Kontakt zu ihren Eltern in Hamburg. Diese umfangreichen Briefe sind eine geeignete Quelle zur Kulturgeschichte dieser Zeit und liegen seit 2016 in Auszügen publiziert vor. Die Originale werden im "Familienarchiv Isler/Magnus/Lilien – P23" im Central Archives for the History of the Jewish People in Jerusalem/Israel (CAHJP) aufbewahrt, eine Transkription befindet sich im Institut für die Geschichte der deutschen Juden in Hamburg.

## Wirken in Braunschweig

E. M. Lilien: „Porträt der Schwiegermutter“ (Radierung von 1909)

Sophie Magnus arbeitete in Braunschweig in mehreren sozialen Frauenprojekten mit. Anregungen bekam sie von ihrer Freundin Anna Wohlwill und Hamburger Frauenvereine. Den dortigen Beispielen folgend gehörte Magnus 1871 zu den Mitgründerinnen eines Erziehungsvereins und wirkte darin als Vorstandsmitglied und Kassiererin. Der Verein setzte sich für Reformen im Schulwesen und die Kindererziehung ein. 1872 rief er einen Kinderschutzbund ins Leben, den Sophies Schwägerin Bertha Magnus leitete. Sophie Magnus hatte einen bedeutenden Anteil an der Arbeit des Kinderschutzbundes. Außerdem engagierte sie sich für die Braunschweiger Volksküche. Scheinbar hatte der in den späten 1870er Jahren zunehmende Antisemitismus keine Auswirkungen auf ihre Arbeit. 1888 wurde sie als Alibijüdin in den Vorstand der neu gegründeten „Mägdeherberge“ berufen. Was sie anschließend bis Lebensende tat, ist unbekannt.
Bestattet ist Sophie Magnus auf dem Alten Jüdischen Friedhof an der Hamburger Straße zusammen mit ihrem Ehemann Otto Magnus, der nur wenige Tage nach ihr am 29. Februar 1920 gestorben war.